# Swilland
Swilland är en by (village) och en civil parish i distriktet East Suffolk i grevskapet Suffolk i sydöstra England. Orten har 164 invånare (2001). Den har en kyrka. Byn nämndes i Domedagsboken (Domesday Book) år1086, och kallades då Suinlanda.